# Porsche 787
Der Porsche 787 ist ein Formel-Rennwagen der Dr.-Ing. h. c. F. Porsche KG, der in der Formel-1-Saison 1961 eingesetzt wurde.

## Geschichte
Für die Saison 1961 wurde der Hubraum für Formel-1-Fahrzeuge auf 1,5 Liter limitiert. Porsche sah darin die Möglichkeit für einen Einstieg, da sich das neue Reglement kaum von der bisherigen Formel 2 unterschied. Hierin hatte der Hersteller mit Edgar Barth auf Porsche 550 A Spyder und Jean Behra auf Porsche 718 bereits Erfolge feiern können. Der Porsche 787 war denn auch nicht mehr als ein in der Basis mehrere Jahre alter Porsche 718/2 Monoposto. Angetrieben wurde er vom sogenannten Fuhrmann-Motor, der bis zu 190 PS (139 kW) bei 8000/min leistete. In der Praxis konnte sich Porsche nicht gegen die dominierenden Ferraris durchsetzen, gefahren von Wolfgang Graf Berghe von Trips und Phil Hill, der Weltmeister wurde. Bester Porschefahrer war Dan Gurney als WM-Dritter (Vierter, wenn man den tödlich verunglückten von Trips mitzählt).
Für die Formel-1-Saison 1962 wurde mit dem Porsche 804 ein Achtzylindermodell gebaut, das den 787 ablöste.
| Formel-1-Weltmeisterschaft 1961 | Formel-1-Weltmeisterschaft 1961 | Formel-1-Weltmeisterschaft 1961 | Formel-1-Weltmeisterschaft 1961 | Formel-1-Weltmeisterschaft 1961 | Formel-1-Weltmeisterschaft 1961 |
| Rennen                          | Rennen                          | Rennen                          | Rennen                          | Rennen                          | Rennen                          |
| Pos.                            | Nr.                             | Team                            | Fahrer                          | Chassistyp                      | Motortyp                        |
| ------------------------------- | ------------------------------- | ------------------------------- | ------------------------------- | ------------------------------- | ------------------------------- |
| Großer Preis von Monaco         |                                 |                                 |                                 |                                 |                                 |
| 12                              | 2                               | Porsche System Engineering      | Jo Bonnier                      | 787                             | 547/6                           |
| Großer Preis der Niederlande    |                                 |                                 |                                 |                                 |                                 |
| 10                              | 7                               | Porsche System Engineering      | Dan Gurney                      | 787                             | 547/6                           |
| 11                              | 6                               | Porsche System Engineering      | Jo Bonnier                      | 787                             | 547/6                           |

## Technische Daten
| Porsche 787:               | Daten                                                    |
| -------------------------- | -------------------------------------------------------- |
| Motor:                     | 4-Zylinder-Boxermotor (Viertakt) (Typ 547/6)             |
| Hubraum:                   | 1498 cm³                                                 |
| Bohrung × Hub:             | 85,0 × 66,0 mm                                           |
| Leistung bei 1/min:        | 139 kW (190 PS) bei 8000                                 |
| Max. Drehmoment bei 1/min: | 147 Nm bei 6500                                          |
| Verdichtung:               | 10,3 : 1                                                 |
| Ventilsteuerung:           | je zwei obenliegende Nockenwellen, Königswellensteuerung |
| Kühlung:                   | Luftkühlung (Gebläse)                                    |
| Getriebe:                  | 6-Gang-Getriebe mit Sperrdifferenzial, Hinterradantrieb  |
| Bremsen:                   | Zweikreis-Trommelbremsen                                 |
| Radaufhängung vorn:        | Kurbellängslenker                                        |
| Radaufhängung hinten:      | schrägliegende Doppel-Dreieckslenker                     |
| Federung vorn:             | Vierkant-Drehstabfedern                                  |
| Federung hinten:           | Schraubenfedern, doppelwirkende Stoßdämpfer              |
| Karosserie:                | Aluminiumkarosserie mit Gitterrohrrahmen                 |
| Spurweite vorn/hinten:     | 1300/1330 mm                                             |
| Radstand:                  | 2300 mm                                                  |
| Reifen/Felgen:             | VA: 5.50-15 R auf ?J × 15 HA: 6.00-15 R auf ?J × 15      |
| Maße L × B × H:            | 3600 × 1520 × 900 mm                                     |
| Leergewicht:               | 450 kg                                                   |
| Höchstgeschwindigkeit:     | 250 km/h                                                 |